# Brigade des martyrs d'Abou Salim
La Brigade des martyrs d'Abou Salim  (arabe : كتيبة شهداء أبو سليم, Katiba Shuhada Abou Salim) est un groupe islamiste libyen.

## Histoire
La Brigade des martyrs d'Abou Salim, aussi appelée la « Brigade de Derna », apparaît en 2011, à Derna, lors de la première guerre civile libyenne. Son nom fait référence à la prison d'Abou Salim, à Tripoli. Fondé par d'anciens membres du Groupe islamique combattant en Libye, le groupe est plutôt proche d'al-Qaïda,.
En décembre 2014, la Brigade des martyrs d'Abou Salim, Ansar al-Charia et Jaysh al-Islami al-Libi s'allient au sein du Conseil de la Choura des moudjahidines de Derna,. Ansar al-Charia est dissout le 27 mai 2017 et la Brigade des martyrs d'Abou Salim devient ensuite la faction majeure de cette coalition.
La Brigade est dirigée initialement par Abdoul-Hakim al-Hasadi (en), puis à partir de 2012 par Salim Derbi,. Mais le 10 juin 2015, Salim Derbi et le numéro 2 de la brigade, Nassir al-Akr, sont tués par l'État islamique,. Cela provoque un conflit général à Derna entre les forces du Conseil de la Choura des moudjahidines de Derna et celles de l'État islamique, qui se termine par la victoire des premiers : l'État islamique est chassé du centre-ville de Derna en juin 2015, puis de sa périphérie en avril 2016,,.